# Amelius Beauclerk
Amelius Beauclerk (23 mai 1771 - 10 décembre 1846) est un officier de la Royal Navy. 

## Jeunesse
Il est né le 23 mai 1771, le troisième fils d'Aubrey Beauclerk (5e duc de Saint-Albans) (1740-1802) et son épouse, Catherine Ponsonby (1742-1789), fille de William Ponsonby (2e comte de Bessborough). Il est baptisé à l'église paroissiale St Marylebone, à Londres, le 15 juin 1771. 
Il fait partie de l'équipage du Jackal en juin 1782, et en 1783 est nommé sur le Salisbury, portant le drapeau du vice-amiral John Campbell sur la station de Terre-Neuve. Par la suite, il sert dans les Antilles sous le commandement du commodore Gardner et retourne en Angleterre en 1789 en tant que lieutenant par intérim d'Europa. Il n'est confirmé comme lieutenant que le 21 septembre 1790 au moment de la grande crise de l'armement espagnol. 

## Carrière militaire

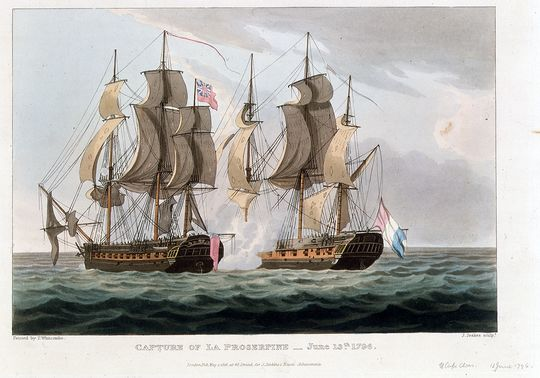
capture du Proserpine, par Thomas Whitcombe.

En 1792, il se rend en Mer Méditerranée à bord de la frégate Druid, et le 16 septembre 1793 est nommé capitaine par Samuel Hood (1er vicomte Hood) et nommé au commandement de Nemesis (28 canons). En mars 1794, il est transféré sur le Juno (32 canons) et attaché à l'escadre de l'amiral Hotham, bloquant Toulon. Le Juno participe à l'action du 14 mars 1795, qui aboutit à la capture des navires français Ça Ira et Censeur, et est l'un de l'escadre, sous le commodore Taylor, qui convoie les navires de commerce à l'automne suivant, lorsque le Censeur est repris par les Français au large du cap Saint-Vincent le 7 octobre 1796. 
À son retour en Angleterre, il est nommé à la frégate Dryad, de 44 canons et 251 hommes, et sur la côte de l'Irlande, lors de l'action du 13 juin 1796, capture le Proserpine, de 42 canons et 348 hommes, après une action brillante et bien gérée, dans laquelle Dryade ne perd que deux tués et sept blessés, tandis que Proserpine perd trente tués et quarante-cinq blessés. Il capture également plusieurs corsaires. En 1800, il est nommé sur la Fortunée (40 canons), employé dans la Manche et en service sous les ordres de George III à Weymouth. 

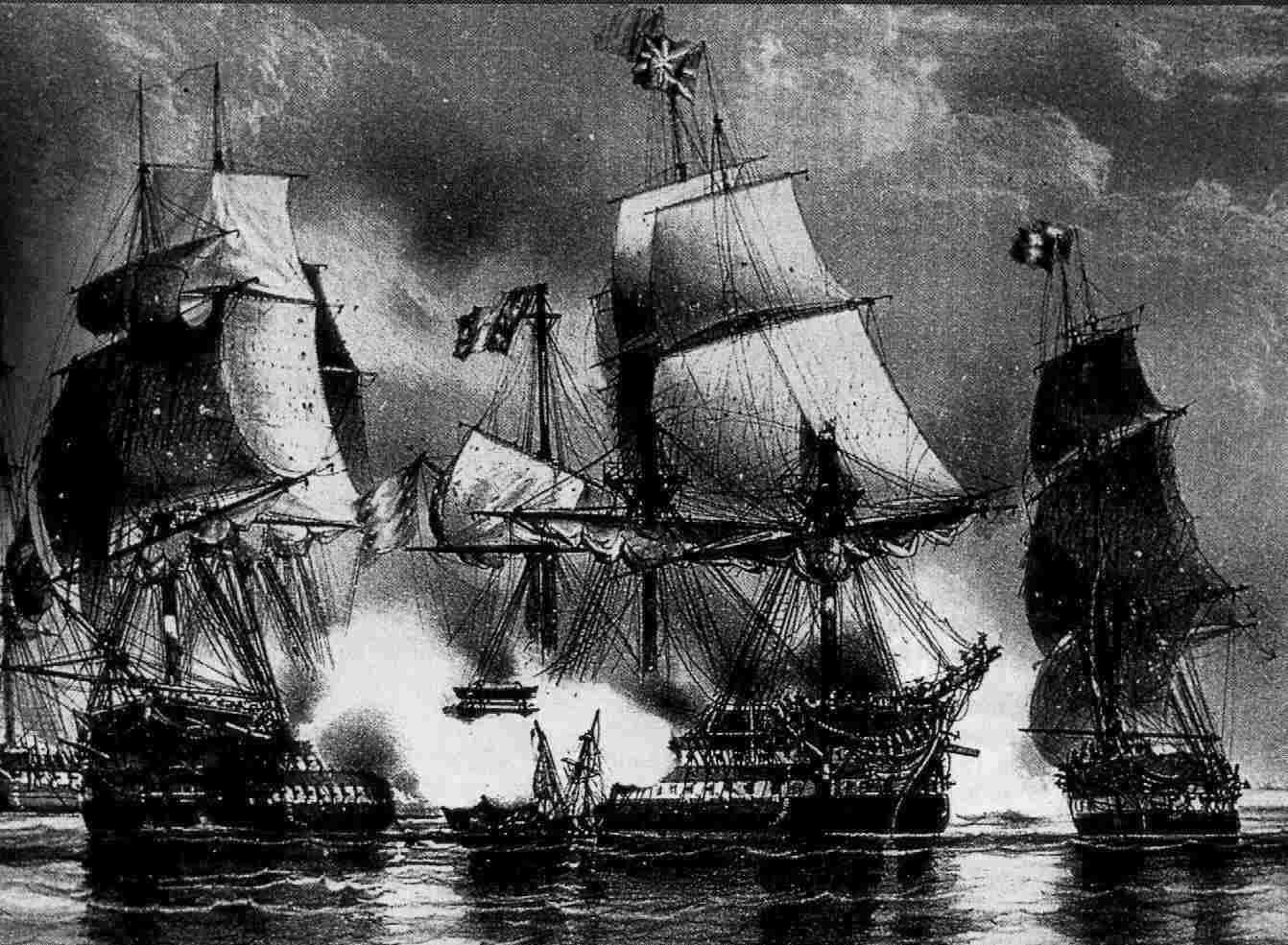
Combat du large de Noli le 14 mars 1795.

Au cours des dix années suivantes, il commande les Majestic, Saturn et Royal Oak (tous de 74 canons) dans la Manche, et en 1809, il est chargé du débarquement amphibie de l'armée de John Pitt à l'Expédition de Walcheren et continue pendant les opérations sur la côte, en tant que commandant en second sous Sir Richard Strachan. 
Le 1er août 1811, il est promu contre-amiral mais pendant les deux années suivantes, il continue en mer du Nord, allant en 1813 jusqu'au Cap Nord commandant une petite escadre à l'affût, contre le commodore américain John Rodgers (1772-1838). En 1814, il commande sur la Rade des Basques et conduit les négociations pour la suspension locale des hostilités. Le 12 août 1819, il est promu au rang de vice-amiral et de 1824 à 1827, il est commandant en chef à Lisbonne et sur la côte du Portugal. Il devient Amiral part entière le 22 juillet 1830 et est commandant en chef de Plymouth de 1836 à 1839. 
Il est un excellent officier professionnel qui profite de ses liens familiaux pour obtenir une promotion précoce. Port Beauclerc, Point Amelius, Point St. Albans, Beauclerc Island, Beauclerc Peak et Amelius Island, tous en Alaska, portent son nom. 
Il est décédé, non marié, à son siège, Winchfield House, Winchfield, près de Farnborough, Hampshire, le 10 décembre 1846.

## Honneurs
Il devient membre de la Royal Society en 1809  et reçoit le grade honorifique de colonel des Marines le 31 juillet 1810. Il est nommé à l'Ordre du Bain le 2 janvier 1815, à l'Ordre royal des Guelfes le 29 mars 1831, grand croix de l'Ordre du Bain le 4 août 1835 et premier et principal aide de camp naval du roi Guillaume IV le 4 août 1839. Il est également le seigneur du Manoir de Winchfield, Hampshire. 